# Tour de Camerún
El Tour de Camerún (oficialmente: Tour du Cameroun) es una carrera ciclista profesional por etapas que se disputa en Camerún.
Se comenzó a disputar en el 2003 como carrera amateur, si bien ya se disputó una edición aislada en 1965 también como amateur. Desde la creación de los Circuitos Continentales UCI en 2005 forma parte del UCI Africa Tour, dentro de la categoría 2.2 (última categoría del profesionalismo).
Es una de las carreras africanas con más días de competición (junto al Tour de Faso) llegando a tener hasta 13 etapas en 2004 con un mínimo de 7 disputadas en la edición del 2011.

## Palmarés
En amarillo: edición amateur.
| Año       | Ganador                          | Segundo             | Tercero             |
| --------- | -------------------------------- | ------------------- | ------------------- |
| 1965      | Joseph Kono                      |                     |                     |
| 1966-2002 | No se disputó                    | No se disputó       | No se disputó       |
| 2003      | Ivan Terenine                    |                     |                     |
| 2004      | Martinien Tega                   | Andrei Minachkine   | Etienne Labrouche   |
| 2005      | Davide Silvestri                 | Christian Eminger   | Emmanuel Genesseaux |
| 2006      | Pawel Newdach                    | Bakhtyar Mamyrov    | Ahmed Rashad        |
| 2007      | Flavien Chipault                 | Frédéric Geminiani  | Isham Fadel         |
| 2008      | Joseph Sanda                     | Martinien Tega      | Damien Teku         |
| 2009      | David Clarke                     | Milan Barényi       | Damien Teku         |
| 2010      | Milan Barényi                    | Vincent Graczyk     | Martinien Tega      |
| 2011      | Oumarou Minougou                 | Martinien Tega      | Rasmané Ouedraogo   |
| 2012      | Yves Ngue Ngock                  | Vincent Graczyk     | Issiaka Fofana      |
| 2013      | No se disputó                    | No se disputó       | No se disputó       |
| 2014      | Dan Craven                       | Benjamin Stauder    | Patrick Kos         |
| 2015      | Clovis Kamzong                   | Rasmané Ouedraogo   | Emile Bintunimana   |
| 2016      | Mohammed Amine Errafai           | Alexis Carlier      | Camera Hakuzimana   |
| 2017      | Nikodemus Holler                 | Salaheddine Mraouni | Adne Van Engelen    |
| 2018      | Bonaventure Uwizeyimana          | Martin Haring       | Martin Mahďar       |
| 2019      | Radoslav Valentinov Konstantinov | Isiaka Cissé        | Patrick Byukusenge  |
| 2020      | No se disputó                    | No se disputó       | No se disputó       |
| 2021      | Clovis Kamzong                   | Yordan Andreev      | Nikolay Genov       |
| 2022      | Moise Mugisha                    | Yordan Andreev      | Artuce Jodele Tella |
| 2023      | Mohcine El Kouraji               | Adil El Arbaoui     | Etienne Tuyizere    |
| 2024      | Clovis Kamzong                   | Abdallah Benyoucef  | Ayoub Sahiri        |
| 2025      | Ismal Mansouri                   | Moucaila Rawende    | Campo Schmitz       |

## Palmarés por países
| País         | Victorias |
| ------------ | --------- |
| Camerún      | 7         |
| Ruanda       | 2         |
| Marruecos    | 2         |
| Rusia        | 1         |
| Italia       | 1         |
| Kazajistán   | 1         |
| Francia      | 1         |
| Reino Unido  | 1         |
| Eslovaquia   | 1         |
| Burkina Faso | 1         |
| Namibia      | 1         |
| Alemania     | 1         |
| Bulgaria     | 1         |
| Argelia      | 1         |